# Snaketown
Snaketown es el nombre de un sitio arqueológico localizado en el bajo río Gila, en el sur de Arizona (Estados Unidos). Snaketown fue registrado como un sitio histórico, y forma parte del sistema estadounidense de parques nacionales con el nombre de Monumento Nacional Hohokam Pima, desde 1972. El área, localizada en la Reserva India de Río Gila, no está abierta al público. 

## Historia
El sitio es típico de la cultura hohokam, que se desarrolló en el valle del Gila entre los años 100 y 1500 de nuestra era aproximadamente. El yacimiento arqueológico correspondiente a Snaketown, contenido en menos de un kilómetro cuadrado, fue ocupado por los portadores de la cultura hohokam durante los períodos Pionero y Sedentario de esa cultura oasisamericana (aproximadamente entre los años 300 a. C. y 1100 d. C.).
Los habitantes de esta localidad fueron agricultores, a pesar de que el valle del Gila es arenoso, rodeado de montañas escarpadas y cuenta con pocos recursos hídricos. Los hohokam cultivaron frijol tépari, tabaco, pitahaya, ichcatel y maíz. Esto fue posible mediante la construcción de un sistema de canales de riego que les permitió aprovechar eficientemente el agua disponible.

## Exploraciones arqueológicas en Snaketown
Snaketown fue excavado en 1934 por la Fundación Gila Pueblo, bajo la dirección de Harold S. Gladwin. Entre 1964 y 1965, una segunda temporada arqueológica fue conducida por Emil Haury, director asistente de la fundación, con la colaboración de E.B. Sayles, Erik K. Reed, e Irwin y Julian Hayden. Las dos expediciones descubrieron que el sitio abarcaba más de sesenta montículos. Una plaza central y dos canchas para el juego de pelota eran rodeadas por cazas-pozo —hay que recordar que el tipo característico de la vivienda hohokam eran las construcciones de bahareque semienterradas en el suelo— y una complicada red de canales de irrigación que servía para el cultivo de maíz, frijol y calabaza. 
El acceso público al sitio ha sido vetado con el propósito de proteger el sitio para investigaciones futuras. Un modelo a escala del sitio original es exhibido en el Museo Heard, de Phoenix. Las piezas arquoeológicas obtenidas en las excavaciones son protegidas por el Museo Estatal de Arizona.